# الفضة (كحلان الشرف)

تعديل مصدري - تعديل

الفضة هي إحدى قرى عزلة بنى كعب بمديرية كحلان الشرف التابعة لمحافظة حجة، بلغ تعداد سكانها 140 نسمة حسب تعداد اليمن لعام 2004.